# San Antonio de Palé
San Antonio de Palé es una ciudad de Guinea Ecuatorial, capital de la provincia de Annobón y situada en la isla homónima. Es considerada también la capital de la República de Annobón, un estado que declaró su independencia en 2022 y que carece de reconocimiento internacional.
Su población aproximada es de unos 5 008 habitantes, y los idiomas mayoritarios son el annobonense (o criollo portugués) y el español. 
La ciudad está situada en el extremo norte de la isla, la zona más llana y seca, rodeada de pastizales. Está a orillas del océano Atlántico y cuenta con el aeropuerto de Annobón, un embarcadero, un centro de asistencia médica, un colegio, un faro, una emisora de radio y una misión católica de los padres Claretianos. La villa es el puerto de llegada de los visitantes, y hay un intercambio frecuente de personas y mercancías con Santo Tomé realizado por los pescadores.

## Historia
La ciudad fue fundada por los portugueses, quienes trajeron a la isla esclavos del continente africano. Tras los tratados de San Ildefonso (1777) y de el Pardo (1778), entre España y Portugal, la isla de Annobón y otras posesiones portuguesas del golfo de Guinea pasaron a manos españolas. En aquel entonces la isla tenía unos 1 500 habitantes, y se la suponía la capital de una isla situada a 11º 30' de latitud sur, mayor que Fernando Poo y habitada, así como de clima sano, provista con un buen fondeadero, agua dulce, tierra fértil y esclavos para la plantación de algodón y caña de azúcar, como la isla vecina São Tomé. 
En 1801 los ingleses, que tenían permiso de España para recalar y abastecerse de agua potable, construyeron una pequeña fortaleza. En 1827, España alquiló la zona como base inglesa para interceptar el tráfico de esclavos hacia América y reasentar a los esclavos liberados. 
La villa fue desde el principio un centro de evangelización de los descendientes de angoleños llevados allí en los fallidos intentos de establecer plantaciones. Se hicieron expediciones misioneras por carmelitas descalzos y capuchinos italianos, portugueses y españoles en 1580, 1640, 1645, 1647, 1654, 1771, etc.